# Billboard Music Awards
A Billboard Music Awards egy zenei gála, melyet a Billboard szervez meg minden évben. 1990-től kezdve minden évben megtartották, kivéve 2007 és 2010 májusa között. A díjátadót az American Broadcasting Company sugározza élő adásban.

## Ceremóniák
- n.a jelzés: "not awarded", vagyis a kategória nem szerepelt az adott gálán.
- Whitney Houston 1993-ban #1 World Artist-díjat kapott. "Az év előadója" külön kategóriában 1995-től van.

| #                                | Év   | TV  | Az év előadója    | Többszörös nyertes                     | Top Billboard 200 nyertes                          | Top Hot 100 nyertes                                       | Házigazda                                        | Helyszín                                  | Hivatkozás |
| -------------------------------- | ---- | --- | ----------------- | -------------------------------------- | -------------------------------------------------- | --------------------------------------------------------- | ------------------------------------------------ | ----------------------------------------- | ---------- |
| 1                                | 1990 | FOX | N/A               | Janet Jackson (8 díj)                  | N/A                                                | "Hold On" Wilson Phillips                                 | Paul Shaffer & Morris Day with Jerome Benton     | Barker Hangar, Santa Monica (Kalifornia)  | [ 2 ]      |
| 2                                | 1991 | FOX | N/A               | Garth Brooks C+C Music Factory (5 díj) | Mariah Carey                                       | "(Everything I Do) I Do It for You" Bryan Adams           | Paul Shaffer                                     | Barker Hangar, Santa Monica (Kalifornia)  | [ 3 ]      |
| 3                                | 1992 | FOX | N/A               | Michael Jackson (3 díj)                | N/A                                                | "End of the Road" Boyz II Men                             | Phil Collins                                     | Universal Amphitheater, Los Angeles       | [ 4 ]      |
| 4                                | 1993 | FOX | Whitney Houston*  | Whitney Houston (11 díj)               | The Bodyguard Soundtrack Whitney Houston           | "I Will Always Love You" Whitney Houston                  | Phil Collins                                     | Universal Amphitheater, Los Angeles       | [ 5 ]      |
| 5                                | 1994 | FOX | N/A               | Ace of Base (2 díj)                    | N/A                                                | "The Sign" Ace Of Base                                    | Dennis Miller & Heather Locklear                 | Universal Amphitheater, Los Angeles       | [ 6 ]      |
| 6                                | 1995 | FOX | TLC               | TLC (3 díj)                            | Cracked Rear View Hootie & The Blowfish            | "Gangsta's Paradise" Coolio                               | Jon Stewart                                      | Coliseum, New York City                   | [ 7 ]      |
| 7                                | 1996 | FOX | Alanis Morissette | Mariah Carey (2 díj)                   | N/A                                                | "Macarena" Los Del Rio                                    | Chris Rock                                       | Hard Rock Hotel and Casino, Las Vegas     | [ 8 ]      |
| 8                                | 1997 | FOX | LeAnn Rimes       | Elton John (4 díj)                     | Spice Spice Girls                                  | "Candle In The Wind 1997" Elton John                      | David Spade                                      | MGM Grand Garden Arena, Las Vegas, Nevada | [ 9 ]      |
| 9                                | 1998 | FOX | Usher             | Next (8 díj)                           | Titanic: Music from the Motion Picture Celine Dion | "Too Close" Next                                          | Kathy Griffin & Andy Dick                        | MGM Grand Garden Arena, Las Vegas, Nevada | [ 10 ]     |
| 10                               | 1999 | FOX | Backstreet Boys   | Backstreet Boys (4 díj)                | Millennium Backstreet Boys                         | "Believe" Cher                                            | Kathy Griffin & Adam Carolla                     | MGM Grand Garden Arena, Las Vegas, Nevada | [ 11 ]     |
| 11                               | 2000 | FOX | Destiny’s Child   | Sisqo (6 díj)                          | No Strings Attached 'N Sync                        | "Breathe" Faith Hill                                      | Kathy Griffin & *NSYNC                           | MGM Grand Garden Arena, Las Vegas, Nevada | [ 12 ]     |
| 12                               | 2001 | FOX | Destiny’s Child   | R. Kelly Tim McGraw (5 díj)            | 1 Beatles                                          | "Hanging by a Moment" Lifehouse                           | Bernie Mac                                       | MGM Grand Garden Arena, Las Vegas, Nevada | [ 13 ]     |
| 13                               | 2002 | FOX | Nelly             | Ashanti (8 díj)                        | The Eminem Show Eminem                             | "How You Remind Me" Nickelback                            | Cedric the Entertainer                           | MGM Grand Garden Arena, Las Vegas, Nevada | [ 14 ]     |
| 14                               | 2003 | FOX | 50 Cent           | R. Kelly (4 díj)                       | N/A                                                | N/A                                                       | Ryan Seacrest with Nick Lachey & Jessica Simpson | MGM Grand Garden Arena, Las Vegas, Nevada | [ 15 ]     |
| 15                               | 2004 | FOX | Usher             | Usher (11 díj)                         | Confessions Usher                                  | "Yeah!" Usher feat. Lil Jon & Ludacris                    | Ryan Seacrest                                    | MGM Grand Garden Arena, Las Vegas, Nevada | [ 16 ]     |
| 16                               | 2005 | FOX | 50 Cent           | Green Day 50 Cent (6 díj)              | The Massacre 50 Cent                               | "We Belong Together" Mariah Carey                         | LL Cool J                                        | MGM Grand Garden Arena, Las Vegas, Nevada | [ 17 ]     |
| 17                               | 2006 | FOX | Chris Brown       | Mary J. Blige (9 díj)                  | Some Hearts Carrie Underwood                       | N/A                                                       | —                                                | MGM Grand Garden Arena, Las Vegas, Nevada | [ 18 ]     |
| 2007–2010 között nem volt tartva |      | FOX |                   |                                        |                                                    |                                                           |                                                  |                                           |            |
| 18                               | 2011 | ABC | Eminem            | Eminem (6 díj)                         | Recovery Eminem                                    | "Dynamite" Taio Cruz                                      | Ken Jeong                                        | MGM Grand Garden Arena, Las Vegas, Nevada | [ 19 ]     |
| 19                               | 2012 | ABC | Adele             | Adele (12 díj)                         | 21 Adele                                           | "Party Rock Anthem" LMFAO feat. Lauren Bennett & GoonRock | Julie Bowen & Ty Burrell                         | MGM Grand Garden Arena, Las Vegas, Nevada | [ 20 ]     |
| 20                               | 2013 | ABC | Taylor Swift      | Taylor Swift (8 díj)                   | Red Taylor Swift                                   | "Somebody That I Used to Know" Gotye feat. Kimbra         | Tracy Morgan                                     | MGM Grand Garden Arena, Las Vegas, Nevada | [ 21 ]     |
| 21                               | 2014 | ABC | Justin Timberlake | Justin Timberlake (7 díj)              | The 20/20 Experience Justin Timberlake             | "Blurred Lines" Robin Thicke feat. T.I. & Pharrell        | Ludacris                                         | MGM Grand Garden Arena, Las Vegas, Nevada | [ 22 ]     |
| 22                               | 2015 | ABC | Taylor Swift      | Taylor Swift (8 díj)                   | 1989 Taylor Swift                                  | "All About That Bass" Meghan Trainor                      | Ludacris & Chrissy Teigen                        | MGM Grand Garden Arena, Las Vegas, Nevada | [ 23 ]     |
| 23                               | 2016 | ABC | Adele             | The Weeknd (8 díj)                     | 25 Adele                                           | "See You Again" Wiz Khalifa feat. Charlie Puth            | Ludacris & Ciara                                 | T-Mobile Arena, Las Vegas, Nevada         | [ 24 ]     |
| 24                               | 2017 | ABC | Drake             | Drake (13 díj)                         | Views Drake                                        | "Closer" The Chainsmokers feat. Halsey                    | Ludacris & Vanessa Hudgens                       | T-Mobile Arena, Las Vegas, Nevada         | [ 25 ]     |
| 25                               | 2018 | NBC | Ed Sheeran        | Ed Sheeran Kendrick Lamar (6 díj)      | DAMN Kendrick Lamar                                | "Despacito" Luis Fonsi & Daddy Yankee feat. Justin Bieber | Kelly Clarkson                                   | MGM Grand Garden Arena, Las Vegas, Nevada | [ 26 ]     |
| 26                               | 2019 | NBC | Drake             | Drake (12 díj)                         | Scorpion Drake                                     | "Girls Like You" Maroon 5 (feat. Cardi B)                 | Kelly Clarkson                                   | MGM Grand Garden Arena, Las Vegas, Nevada | [ 27 ]     |
| 27                               | 2020 | NBC |                   |                                        |                                                    |                                                           | Kelly Clarkson                                   | Dolby Theatre, Hollywood, Kalifornia      |            |

## Kategóriák

### Jelenlegi díjak
- Top Artist
- Top New Artist
- Top Male Artist
- Top Female Artist
- Top Duo/Group
- Top Touring Artist
- Top Billboard 200 Artist
- Top Billboard 200 Album
- Top Hot 100 Artist
- Top Hot 100 Song
- Top Radio Songs Artist
- Top Radio Song
- Top Social Artist
- Top Song Sales Artist
- Top Selling Song
- Top Streaming Artist
- Top Streaming Song (Audio)
- Top Streaming Song (Video)
- Top Christian Artist
- Top Christian Song
- Top Christian Album
- Top Gospel Artist
- Top Gospel Song
- Top Gospel Album
- Top Country Artist
- Top Country Song
- Top Country Album
- Top Dance/Electronic Artist
- Top Dance/Electronic Song
- Top Dance/Electronic Album
- Top Latin Artist
- Top Latin Song
- Top Latin Album
- Top R&B Artist
- Top R&B Song
- Top R&B Album
- Top Rap Artist
- Top Rap Song
- Top Rap Album
- Top Rock Artist
- Top Rock Song
- Top Rock Album
- Top Soundtrack
- Chart Achievement (rajongói szavazatok alapján)

### Artist Achievement-díj
- 1993: Rod Stewart
- 1995: Janet Jackson
- 1996: Madonna
- 1997: Garth Brooks
- 1999: Aerosmith
- 2001: Janet Jackson
- 2002: Cher
- 2004: Destiny’s Child
- 2005: Kanye West

### Century-díj
- 1992: George Harrison
- 1993: Buddy Guy
- 1994: Billy Joel
- 1995: Joni Mitchell
- 1996: Carlos Santana
- 1997: Chet Atkins
- 1998: James Taylor
- 1999: Emmylou Harris
- 2000: Randy Newman
- 2001: John Mellencamp
- 2002: Annie Lennox
- 2003: Sting
- 2004: Stevie Wonder
- 2005: Tom Petty
- 2006: Tony Bennett

### Icon-díj
- 2011: Neil Diamond
- 2012: Stevie Wonder
- 2013: Prince
- 2014: Jennifer Lopez
- 2016: Celine Dion

### Millenium-díj
- 2011: Beyoncé
- 2012: Whitney Houston (A díjat Whitney lánya, Bobbi Kristina Brown vette át.)
- 2016: Britney Spears[28]

### Spotlight-díj
- 1988: Michael Jackson
- 2012: Katy Perry

### Egyéb speciális díjak
- 1992: Michael Jackson Thriller albumának 10 éves évfordulója.
- 1996: Mariah Carey és Boyz II Men "One Sweet Day"  dala 16 hétig volt 1. helyen a Billboard Hot 100 listáján.
- 1997: Elton John és Bernie Taupin a "Candle in the Wind 1997" dalért.
- 1998: Mariah Carey, a tizenhárom első helyen végzett Billboard Hot 100-as dalaiért kapott díjat.
- 1999: NSYNC, a legjobban fogyó No String Attached albumuért.
- 2000: Britney Spears, a legjobban fogyó Oops!… I Did It Again albumért.
- 2001: NSYNC, a legjobban fogyó Celebrity albumért.
- 2002: Michael Jackson a Thriller-ért. (Az album 37 hetet töltött első helyen a Billboard 200-on.)

## Legtöbb díjat nyert előadók
- Whitney Houston (38)
- Taylor Swift (21)
- Garth Brooks (19)
- Adele (18)
- Usher (18)
- Justin Bieber (15)
- Mariah Carey (14)
- R. Kelly (12)
- Rihanna (12)
- Lil Jon (11)
- 50 Cent (10)
- Mary J. Blige (10)
- Destiny’s Child (10)
- Eminem (10)
- Janet Jackson (10)
- Carrie Underwood (10)

## Nézettség
| Év   | Dátum     | TV  | Nézők (millióban) | Hiv.   |
| ---- | --------- | --- | ----------------- | ------ |
| 2011 | május 22. | ABC | 7.9               | [ 29 ] |
| 2012 | május 20. | ABC | 7.4               | [ 30 ] |
| 2013 | május 19. | ABC | 9.47              | [ 31 ] |
| 2014 | május 18. | ABC | 10.5              | [ 32 ] |
| 2015 | május 17. | ABC | 11.1              | [ 33 ] |
| 2016 | május 22. | ABC | 9.6               | [ 34 ] |
| 2017 | május 21. | ABC |                   |        |